# Dědičná štola Svatý Daniel
Dědičná štola sv. Daniela v Jáchymově byla ražena na třetím patře dolu Svornost v hloubce 148 metrů od okraje těžní jámy. Ražena byla jako odvodňovací a dědičná je proto, že musí být udržována i v případě uzavření dolu.
Štola byla ražena v přímém směru a její délka zpočátku činila 2850 metrů (s překopy 10650 metrů). Zachytávala důlní vodu z hloubky 361 metrů. Ke konci šestnáctého století dosáhla přímá délka štoly šesti kilometrů. Štola byla vyzděna suchou vyzdívkou hlušinou.
Od roku 1901 štolou odtékala voda ze zatopeného dolu Svornost. V roce 1908 Říšský ministr Buquoy pověřil Ing. Štěpa vybudováním potrubí pro dopravu radonové vody do lázní položeném právě ve štole sv. Daniel. Voda se tudy dopravovala až do roku 1961, kdy bylo zprovozněno potrubí ve štole Curie.
Štola dnes spojuje doly Rovnost a Svornost a její portál je skryt pod povrchem v prostoru kruhové křižovatky.